# Calamagrostis stricta
Calamagrostis stricta es una especie de tussok de la familia Poaceae. Es nativa de los humedales del Reino Holártico.

## Taxonomía
Calamagrostis stricta fue descrita por (Timm.) Koeler y publicado en Descriptio Graminum in Gallia et Germania 105. 1802.
Etimología
Ver: Calamagrostis
stricta: epíteto latino que significa "vertical".
Sinonimia
- Agrostis arundinacea J.Presl
- Arundo groenlandica Schrank
- Arundo neglecta Ehrh.
- Arundo stricta Timm
- Arundo stricta Hofft.
- Calamagrostis aculeolata (Hack.) Ohwi
- Calamagrostis ameghinoi (Spreng.) Macloskie
- Calamagrostis ameghinoi (Speg.) Hauman
- Calamagrostis borealis Laest.
- Calamagrostis contracta Dumort.
- Calamagrostis freticola (Speg.) Makloskie
- Calamagrostis fuegiana Speg.
- Calamagrostis groenlandica (Schrank) Kunth
- Calamagrostis haenkeana C.L.Hitchc.
- Calamagrostis hookeri (Syme) Druce
- Calamagrostis inexpansa A.Gray ex Torr.
- Calamagrostis jakutensis Petrov
- Calamagrostis kolgujewensis Gand.
- Calamagrostis laxiflora Kearney
- Calamagrostis lucida Scribn.
- Calamagrostis magellanica Phil.
- Calamagrostis micrantha Kearney
- Calamagrostis neglecta (Ehrh.) P.Gaertn., B.Mey. & Schreb.
- Calamagrostis ochotensis V.N.Vassil.
- Calamagrostis poioides Steud.
- Calamagrostis praerupta V.N.Vassil.
- Calamagrostis reverdattoi Golub
- Calamagrostis robertii A.E.Porsild
- Calamagrostis sylvaticostricta Kühlew. ex Griseb.
- Deyeuxia ameghinoi Speg.
- Deyeuxia borealis Macoun
- Deyeuxia borealis (Laestad) Druce
- Deyeuxia freticola Speg.
- Deyeuxia groenlandica (Schrank) Kerguélen
- Deyeuxia groenlandica subsp. stricta (Timm) Kerguélen
- Deyeuxia hookeri (Syme) Druce
- Deyeuxia micrantha (Kearney) L.Liou
- Deyeuxia neglecta (Ehrh.) Kunth
- Deyeuxia poaeoides (Steud.) Rúgolo
- Deyeuxia poioides (Steud.) Rúgolo
- Deyeuxia vancouverensis Vasey[3][4]